# Norridgewock (Maine)
Norridgewock – miasto w Stanach Zjednoczonych, w stanie Maine, w hrabstwie Somerset.